# Liste der Monuments historiques in Rouvres-sur-Aube
Die Liste der Monuments historiques in Rouvres-sur-Aube führt die Monuments historiques in der französischen Gemeinde Rouvres-sur-Aube auf.

## Liste der Immobilien
| Bezeichnung    | Beschreibung                                  | Standort               | Kennzeichnung | Schutzstatus | Datum | Bild |
| -------------- | --------------------------------------------- | ---------------------- | ------------- | ------------ | ----- | ---- |
| Friedhofskreuz | Kalkstein, zweite Hälfte des 16. Jahrhunderts | Rue de l’Église (Lage) | PA00079215    | Inscrit      | 1925  |      |

## Liste der Objekte
| Bezeichnung                           | Beschreibung                                                                               | Standort                           | Kennzeichnung | Schutzstatus | Datum | Bild |
| ------------------------------------- | ------------------------------------------------------------------------------------------ | ---------------------------------- | ------------- | ------------ | ----- | ---- |
| Prozessionsstab Johannes der Täufer   | Holz, farbig gefasst und vergoldet, 18. Jahrhundert                                        | in der St-Pierre-et-St-Paul (Lage) | PM52001063    | Classé       | 1978  |      |
| Krankenziborium (1)                   | Silber, 18. Jahrhundert                                                                    | in der St-Pierre-et-St-Paul (Lage) | PM52001065    | Classé       | 1978  |      |
| Prozessionsstab Unterweisung Mariens  | Holz, farbig gefasst und vergoldet, 18. Jahrhundert                                        | in der St-Pierre-et-St-Paul (Lage) | PM52001062    | Classé       | 1978  |      |
| Hauptaltar                            | Altartisch, Tabernakel und Exposition; Holz, farbig gefasst und vergoldet, 18. Jahrhundert | in der St-Pierre-et-St-Paul (Lage) | PM52001067    | Classé       | 1978  |      |
| Krankenziborium (2)                   | Silber, 18. Jahrhundert                                                                    | in der St-Pierre-et-St-Paul (Lage) | PM52001064    | Classé       | 1978  |      |
| Skulpturengruppe Unterweisung Mariens | Holz, farbig gefasst und vergoldet, 18. Jahrhundert                                        | in der St-Pierre-et-St-Paul (Lage) | PM52001066    | Classé       | 1978  |      |